# Höjeådalens naturreservat
Höjeådalens naturreservat är ett kommunalt naturreservat i Lunds kommun i Skåne.
Området är naturskyddat sedan 2021 och är 68 hektar stort. Reservatet ligger strax söder om Lund och består av en sträcka av Höje å vars dalgång rymmer betesmark, åker, buskmarker, sumpskogar och lövskogar